# Der Tanz des Lebens
Der Tanz des Lebens (norwegisch: Livets dans) ist ein Gemälde des norwegischen Malers Edvard Munch, das in den Jahren 1899 und 1900 entstand. Es ist eines der letzten Bilder seines Lebensfrieses, der Zusammenstellung seiner zentralen Werke über die Themen Leben, Liebe und Tod. Vor dem Hintergrund einer Tanzveranstaltung am Strand richtet sich der Fokus des Bildes auf ein tanzendes Paar und zwei flankierende Frauen im Vordergrund. Es hat autobiografische Wurzeln in Munchs Beziehung zu Tulla Larsen, die in den zwei Frauen am Bildrand dargestellt ist. In späteren Werkphasen wiederholte Munch das Motiv mehrmals, auch unter den Titeln Tanz am Strand (norwegisch: Dans på stranden) oder Tanz am Meer (norwegisch: Dans ved sjøen).

## Bildbeschreibung
Das große, querformatige Bild ist laut Hans Dieter Huber geprägt von einer Flächigkeit, die an Holzschnitte erinnert. Insgesamt zwölf Personen tanzen oder stehen auf einer einheitlich grünen Rasenfläche am Strand, die von Munch zuerst gemalt wurde, wobei er die Umrisse der Figuren aussparte. Ihre Konturen sind durch mehrfache Pinselstriche stark betont. Im Mittelpunkt des Gemäldes befindet sich ein Tanzpaar, der Mann in Schwarz gekleidet, die Frau in verführerischem Rot, wobei die Schleppe ihres Kleides seine Füße bedeckt. Ihr Gesichtsausdruck ist ernst, die Münder sind geschlossen. Mit fahlgelber Gesichtsfarbe und dunklen Augenhöhlen wirken sie erschöpft oder übernächtigt. In einer möglicherweise  besitzergreifenden Geste hat die Frau den Arm um ihren Tanzpartner gelegt. Während sie ihr Gegenüber starr ansieht, wehen ihre Haare im Wind hin zu seiner Brust.
Links von dem Paar steht eine Frau in einem langen weißen Kleid, das mit einem gelben Blumenmuster und einem Gürtel gleicher Farbe verziert ist. Ihr leicht gebeugter Arm weist auf das Paar in der Mitte, deutet vielleicht den Wunsch an, die Tänzerin abzulösen. Die rechte Frau ist ganz in Schwarz gekleidet und hat ihre Hände vor dem Schoß verschränkt. Auch sie sieht zu dem Tanzpaar. Ihr leicht nach unten gerichteter Blick drückt Enttäuschung aus.
Vier weitere Paare in kontrastreichem Schwarz-Weiß, die in wirbelnden Tanzbewegungen eingefangen sind, bilden den Hintergrund. Nur bei einer Figur ist das Gesicht ausgestaltet: ein rundes Männergesicht mit gierig aufgerissenen Augen und breiten roten Lippen, das seine Tanzpartnerin zu einem Kuss nötigen will, während sie zurückweicht und sich abwendet. Auf Kopfhöhe der Figuren im Vordergrund befindet sich der Horizont, an dem das blaue Meer und der rötlich blaue Himmel ineinander übergehen. Auf der linken Seite des Paares spiegelt sich der Mond im Meer in einer für Munch typischen „Mondsäule“.

## Interpretation

### Sommernachtstraum
Für Ulrich Bischoff hat Munch im Tanz des Lebens eine reale Szenerie in Åsgårdstrand, wo der Maler regelmäßig die Sommermonate verbrachte und viele Bilder von der Küstenlinie in den nordischen Sommernächten malte, in ein gespenstisches Traumbild verwandelt. Vor dem wilden Treiben der gesichtslosen Paare im Hintergrund scheinen die vier Figuren im Vordergrund wie in einem Traum gefangen. Ihre Gesichter sind maskenhaft, auch die männliche Fratze im Hintergrund erinnert an eine Maske von James Ensor. Wie in Trance bewegt sich das Paar im Vordergrund und ist dabei vollkommen aufeinander bezogen. Das rote Kleid der Frau umfließt den Mann wie eine Welle, die ihm den festen Boden unter den Füßen wegzieht, und hält ihn umfangen bis hinauf zur Schulter. Die alles überragende Mondsäule ist ein phallisches Symbol der Kraft, das die Menschen in ihren Bann schlägt.

### Drei Frauen
Häufig setzt Munch in seinem Werk drei Frauenfiguren ein, um unterschiedliche Lebensphasen oder Wesenszüge zu symbolisieren. Monika Graen spricht von einem regelrechten „Dreifrauenthema“ bei Munch, dessen Hauptwerk das Gemälde Die Frau in drei Stadien aus dem Jahr 1894 ist. In der Ausstellung von Munchs Lebensfries 1902 in Berlin bildete es das Zentrum des Abschnitts Erblühen und Vergehen der Liebe. Für Ulrich Bischoff sind es nicht drei unterschiedliche Frauen, die Munch zueinander gruppiert hat, sondern drei Sichtweisen des Mannes auf die Frau an sich. Bei einer Ausstellung des Lebensfrieses in Leipzig ersetzte Munch Die Frau in drei Stadien durch den Tanz des Lebens, verlieh den drei symbolhaften Frauenfiguren somit einen erzählerischen Rahmen. Auch in diesem Bild bleiben laut Bischoff „alle drei Frauen bezogen auf den Mann, seine Wünsche, Erfahrungen und Enttäuschungen.“ Das zur gleichen Zeit wie Der Tanz des Lebens entstandene Bild Rot und Weiß hat ebenfalls seinen Ursprung im Dreifrauenthema. Die mittlere, dem Betrachter zugewandte Frau ist nicht mehr nackt, sondern in leuchtendem Rot gewandet. Eine ursprünglich ebenfalls vorhandene dunkle Figur am rechten Bildrand übermalte Munch.

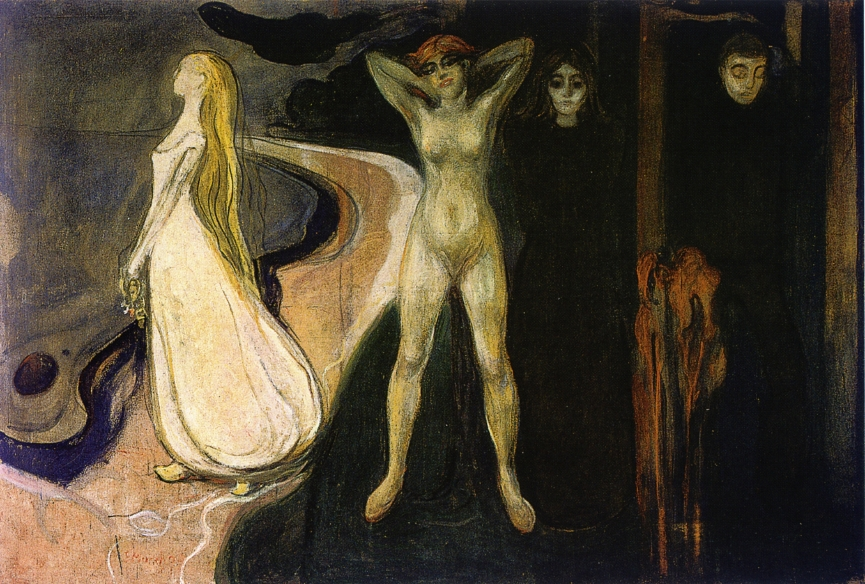
Die Frau in drei Stadien (1894), Öl auf Leinwand, 164 × 250 cm, Kunstmuseum Bergen
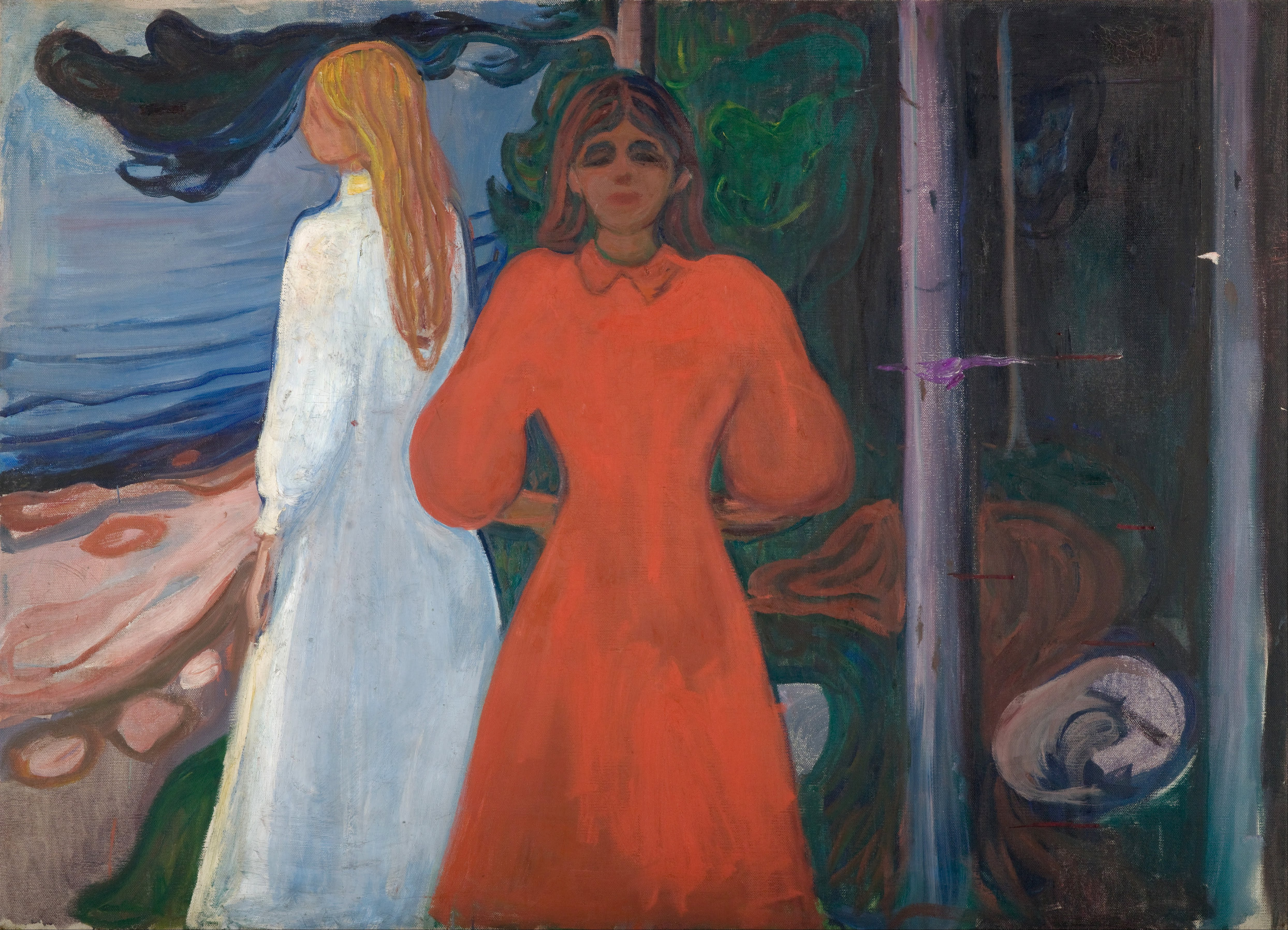
Rot und Weiß (1899/1900), Öl auf Leinwand, 93 × 129 cm, Munch-Museum Oslo

### Titel
Der Titel des Bildes Der Tanz des Lebens könnte auf ein Drama des dänischen Schriftstellers Helge Rode zurückgehen, das sich 1898 in München Besitz befand: Dansen Gaar (deutsch: Der Tanz geht weiter). Dort deklamiert die Figur eines Künstlers die Worte: „Der Tanz des Lebens. Mein Bild sollte Tanz des Lebens heißen! Es müssen zwei Tänzer in fließender Kleidung sein […] Er hält sie nahe an sich. Er ist zutiefst ernst und glücklich. […] Er muss sie an sich halten, so fest, dass sie halb in ihn versunken ist. […] Kraft fließt von ihm in sie hinein.“

## Autobiografischer Bezug
Der Ursprung des Gemäldes Der Tanz des Lebens liegt laut Iris Müller-Westermann in Munchs Beziehung zu Mathilde, genannt „Tulla“, Larsen. Im Jahr 1898 hatte Munch die sechs Jahre jüngere Tochter eines reichen norwegischen Weinhändlers kennengelernt. In den folgenden Jahren verbrachte Munch seine Sommeraufenthalte in Norwegen zum Teil an Larsens Seite und nahm sie auch auf Auslandsreisen mit. Die Beziehung war allerdings problematisch, Matthias Arnold spricht von einer Hassliebe: Munch fühlte sich von der jungen, besitzergreifenden Frau erotisch angezogen, jedoch auch bedrängt und seiner Freiheit beraubt. Im Jahr 1902 kam es zum dramatischen Höhe- wie Endpunkt der Beziehung, als sich in einer ungeklärten Auseinandersetzung ein Schuss aus einem Revolver löste und Munch das oberste Glied seines linken Mittelfingers verlor.

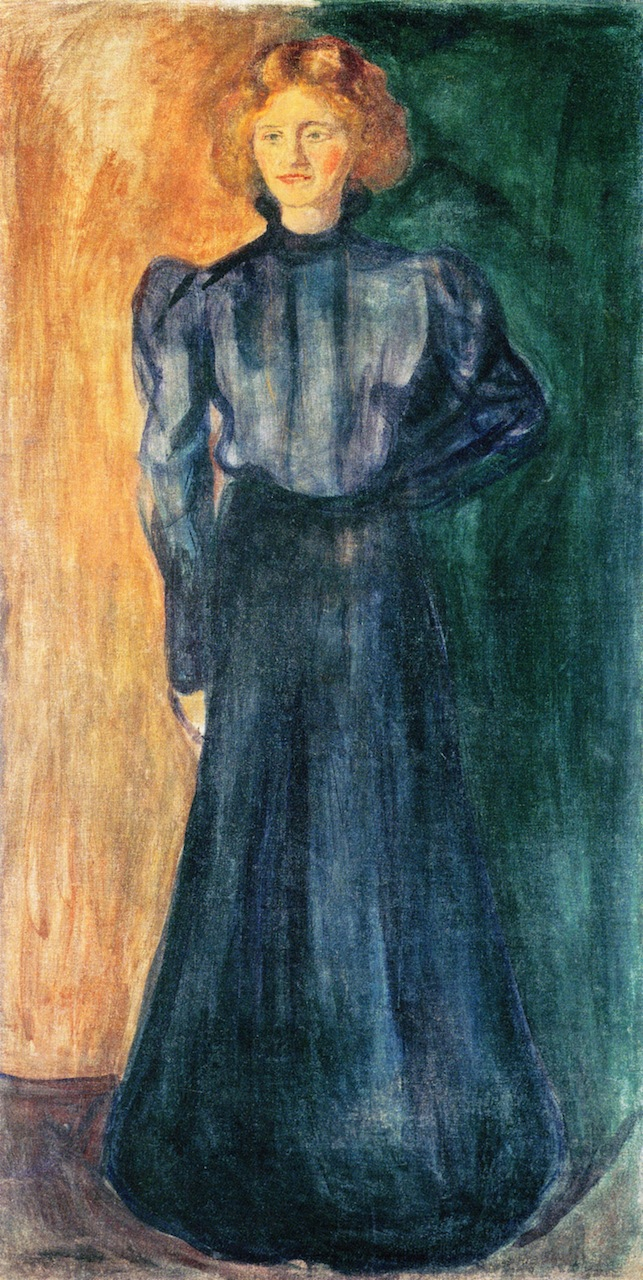
Tulla Larsen (1898/99), Öl auf Leinwand, 119,5 × 61 cm, Munch-Museum Oslo
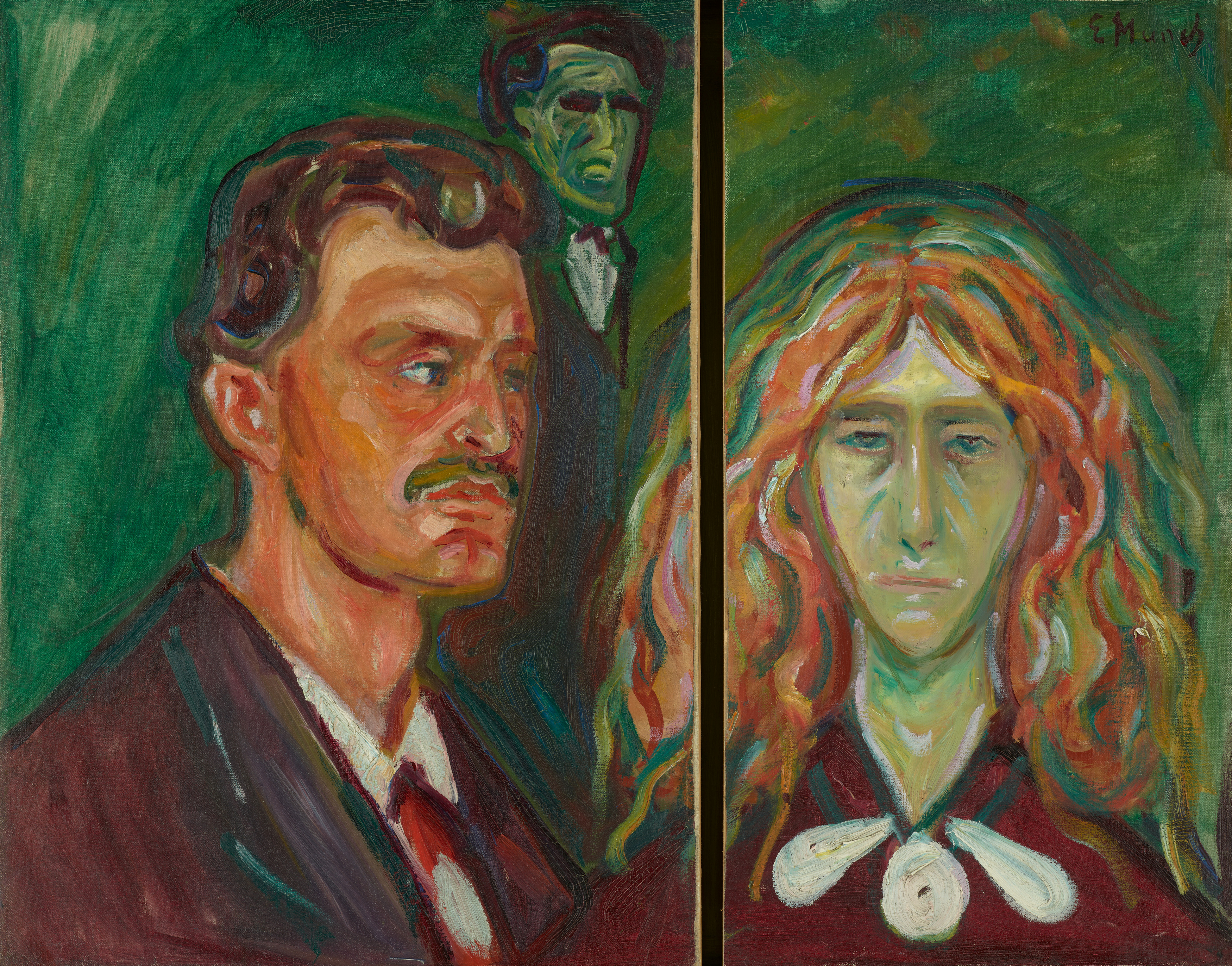
Selbstporträt mit Tulla Larsen (1905), Öl auf Leinwand, 64 × 45,5 und 62 × 33 cm, Munch-Museum Oslo

Im tanzenden Paar im Vordergrund lassen sich Munch und seine erste Liebe Milly Thaulow erkennen, die zwei Jahre ältere Frau eines Vetters, die die kurze Affäre mit Munch bald beendete. Ihre Einheit wird durch den Fluss des Kleides und eine gemeinsame Konturlinie betont. Anders als die erotisch aufgeladene Szenerie im Hintergrund ist der Tanz des jungen, unerfahrenen Munch steif und ungelenk. Die Frauen zu beiden Seiten tragen beide das Gesicht Tulla Larsens. Der karikaturhaft übertriebenen Züge des Mannes im Hintergrund lassen sich dem norwegischen Dramatiker Gunnar Heiberg zuordnen. Der einstige Freund hatte die Beziehung von Munch und Larsen gestiftet und wurde von Munch für ihren negativen Verlauf verantwortlich gemacht und zu seiner persönlichen Nemesis stilisiert.
Munch schrieb in einer Notiz zum Bild: „Ich tanzte mit meiner ersten Liebe; es war eine Erinnerung an sie. Die lächelnde, goldhaarige Frau betritt die Szene und möchte die Blume der Liebe pflücken, doch diese möchte sich nicht pflücken lassen. Auf der anderen Seite ist sie in Schwarz gekleidet und blickt voller Trauer auf das tanzende Paar – eine Ausgestoßene, genauso wie ich durch ihren Tanz ausgestoßen wurde. Und im Hintergrund wirbelt die rasende Menge in wilder Umarmung umher.“
Iris Müller-Westermann beschreibt eine Parallele zwischen den beiden schwarz gekleideten und in ihrer Haltung aufeinander bezogenen Figuren: So wie Munch einst von seiner ersten Liebe zurückgewiesen wurde, weist er nun Tulla Larsen ab. Das Bild markiert für sie einen Schlüsselmoment in Munchs Vita, der sich um die Jahrhundertwende mehr und mehr vom Leben und der Liebe zurückzog, um sich nur noch der Kunst zu widmen. Für Uwe M. Schneede ist der Einzelne, der sich aus der Gesellschaft ausgestoßen fühlt, unfähig sich Liebe und Vergnügung zu öffnen, ein Sinnbild der Situation des Künstlers schlechthin.

## Vorläufer und spätere Versionen
Unmittelbar bevor Munch im Herbst 1899 die Arbeit am Tanz des Lebens aufnahm, entstanden zwei thematisch ähnliche Bilder: In Studenterlunden sitzen küssende Paare auf Bänken in einer Parkanlage von Kristiana, dem heutigen Oslo. Tanz am Strand zeigt ausgelassen tanzende Mädchen am Strand. Auch dieses Bild enthält mit einer weißen Katze im Vordergrund bereits einen symbolischen Hinweis auf einen Spitznamen Tulla Larsens.

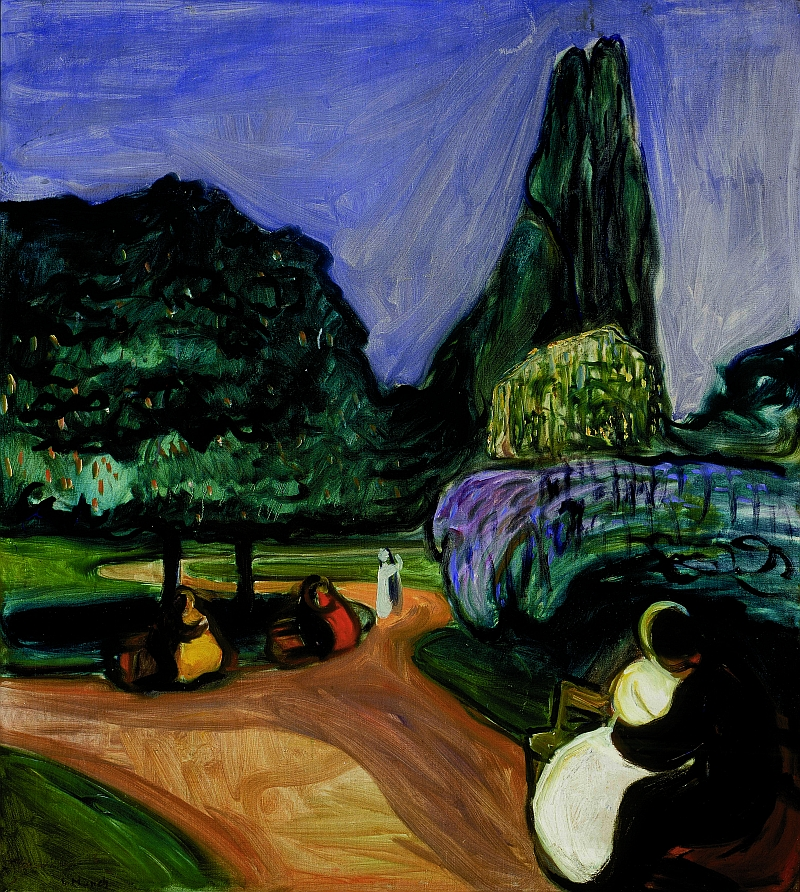
Studenterlunden (1899), Öl auf Leinwand, 101 × 91 cm, JAPS Sammlung, Mexiko-Stadt
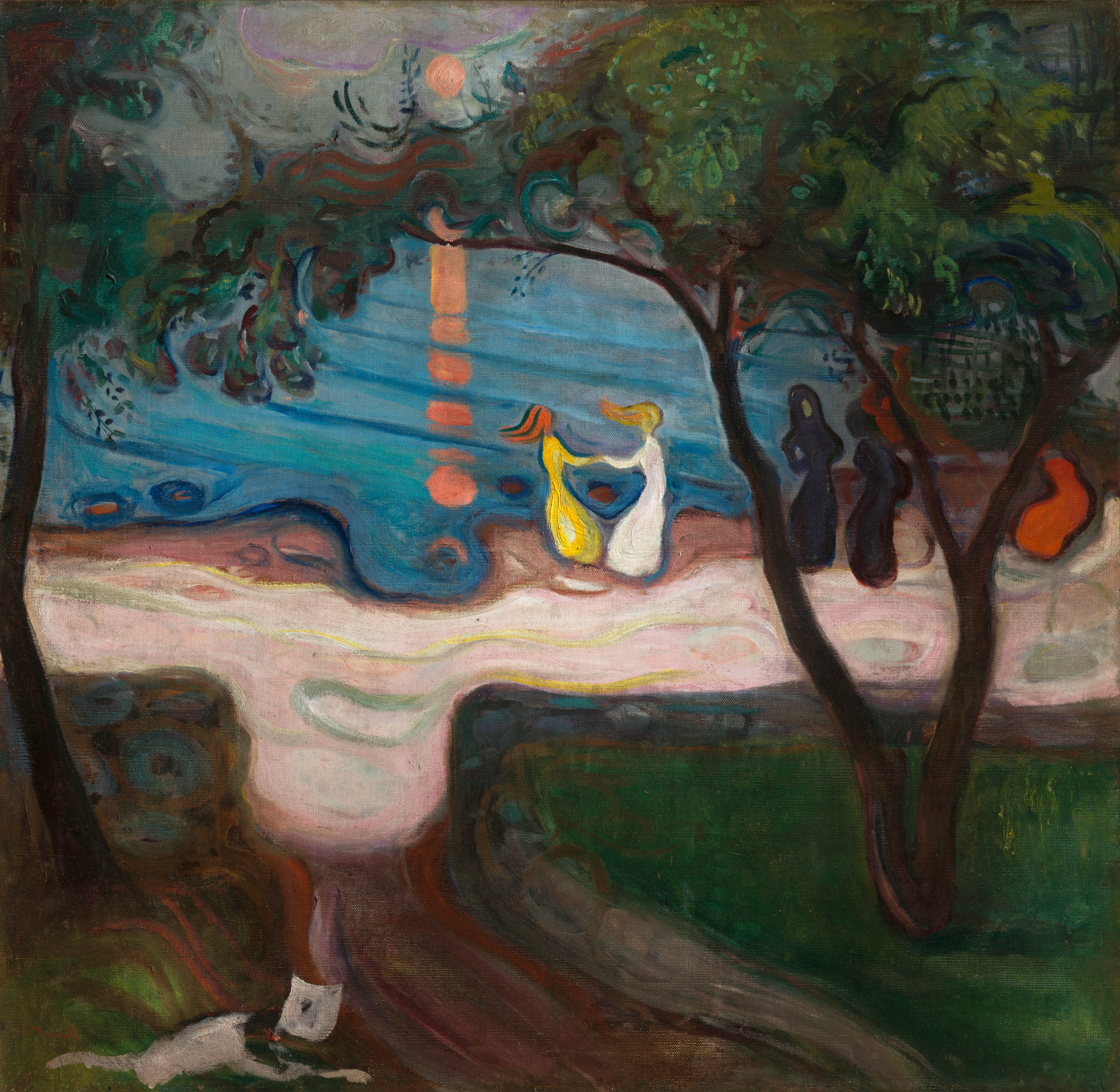
Tanz am Strand (1899/1900), Öl auf Leinwand, 96 × 98,5 cm, Nationalgalerie Prag

In seinem späteren Werk griff Munch das Motiv des tanzenden Paares am Strand, flankiert von zwei in Weiß und Schwarz gewandeten Frauen, wiederholt auf, insbesondere in seinen großen Friesen, dem Linde-Fries (1904), dem Reinhardt-Fries (1906/07) und dem Freia-Fries (1922). Zum Teil tragen die späteren Bilder die Titel Tanz am Strand oder Tanz am Meer, siehe dazu auch die Liste der Gemälde von Edvard Munch.

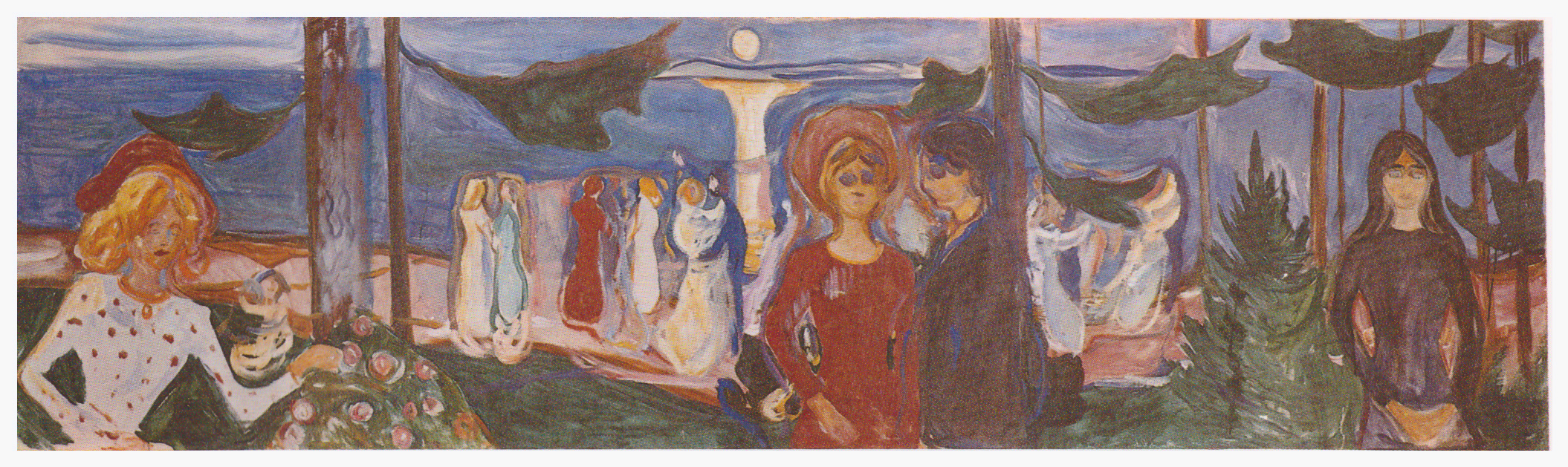
Tanz am Meer (Linde-Fries) (1904), Öl auf Leinwand, 90 × 316 cm, Munch-Museum Oslo
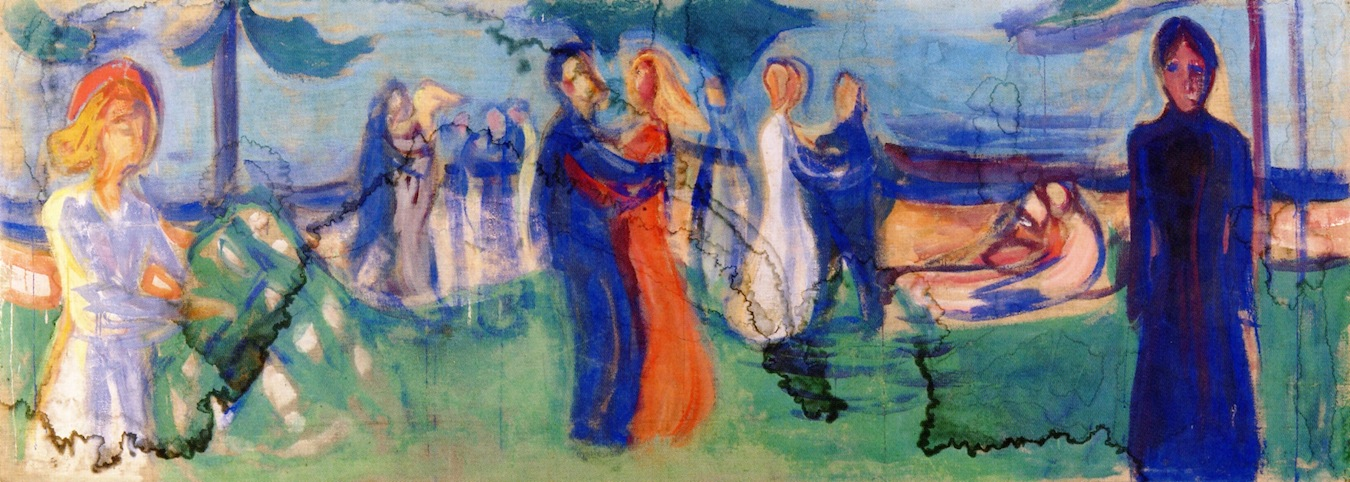
Tanz am Meer (1906/07), Tempera auf Leinwand, 90 × 247,5 cm, Munch-Museum Oslo
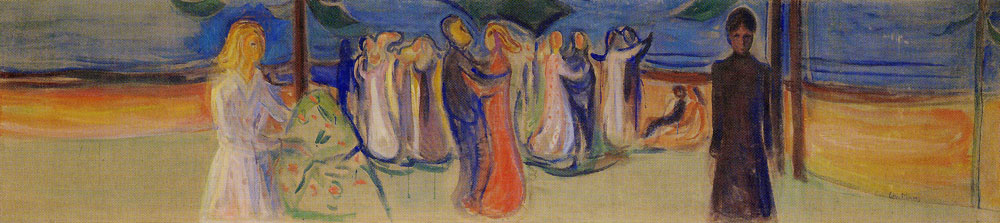
Tanz am Strand (Reinhardt-Fries) (1906/07), Tempera auf Leinwand, 90 × 316 cm, Privatsammlung
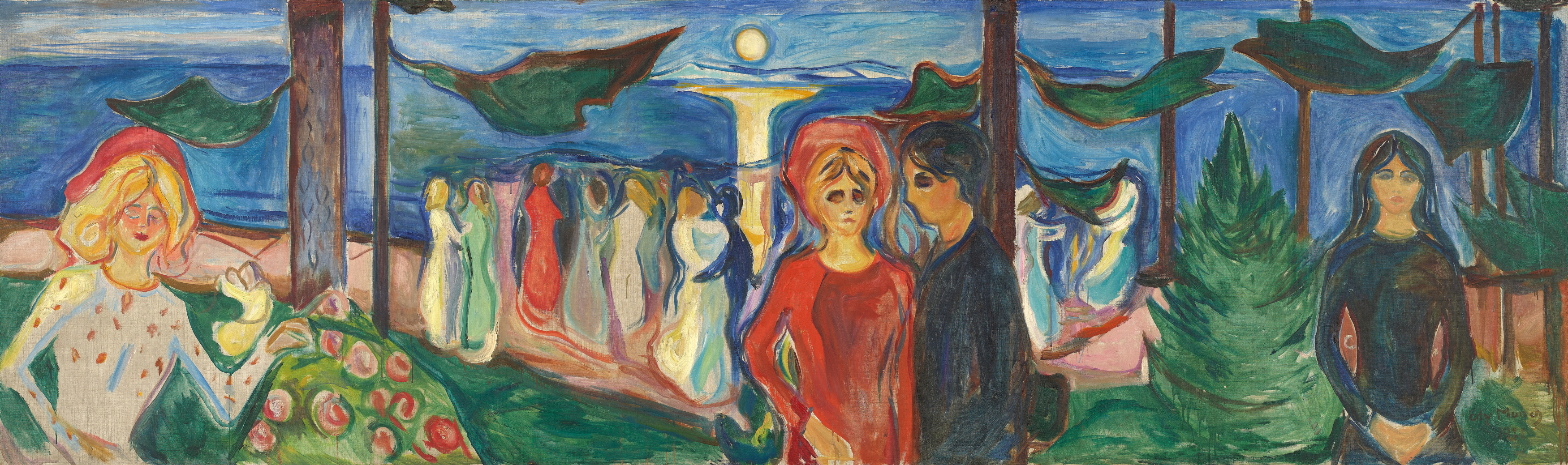
Der Tanz des Lebens (1921), Öl auf Leinwand, 96 × 321 cm, Stenersen-Museum, Oslo
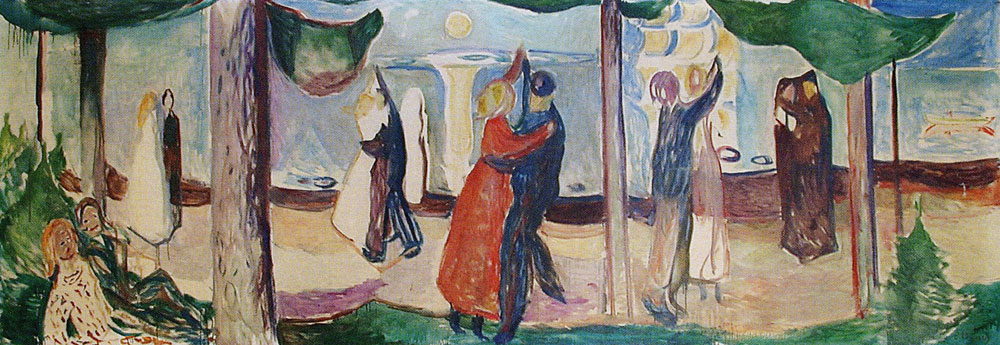
Tanz am Strand (Freia Fries) (1922), Öl auf Leinwand, 134 × 387 cm, Freia-Schokoladenfabrik, Oslo
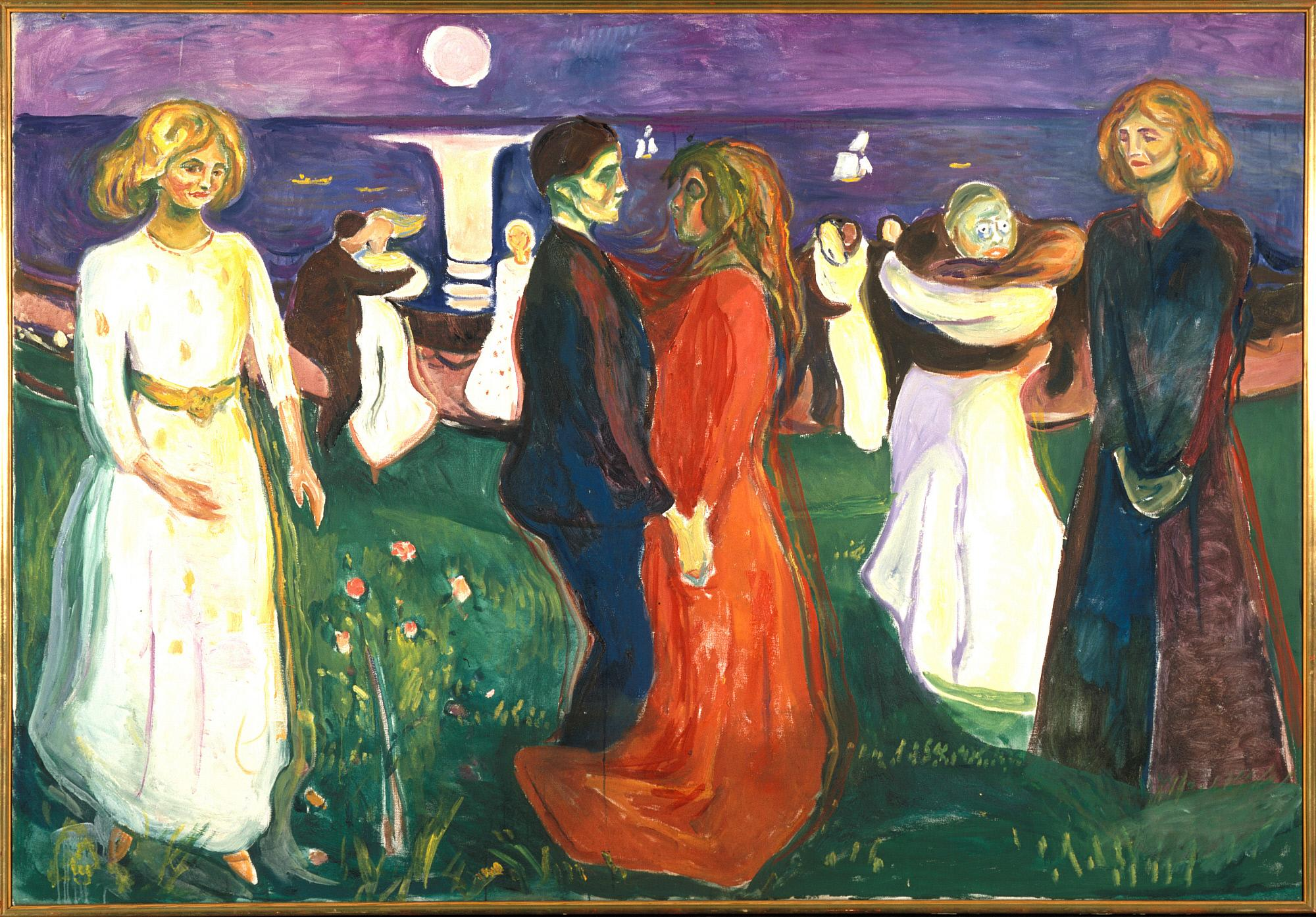
Der Tanz des Lebens (1925), Öl auf Leinwand, 143 × 208 cm, Munch-Museum Oslo

## Provenienz
Das Gemälde Der Tanz des Lebens aus den Jahren 1899/1900 wurde 1910 vom norwegischen Fabrikanten und Kunstsammler Olaf Schou der Norwegischen Nationalgalerie geschenkt, die es seither gemeinsam mit verschiedenen anderen Schlüsselwerken Munchs ausstellt.

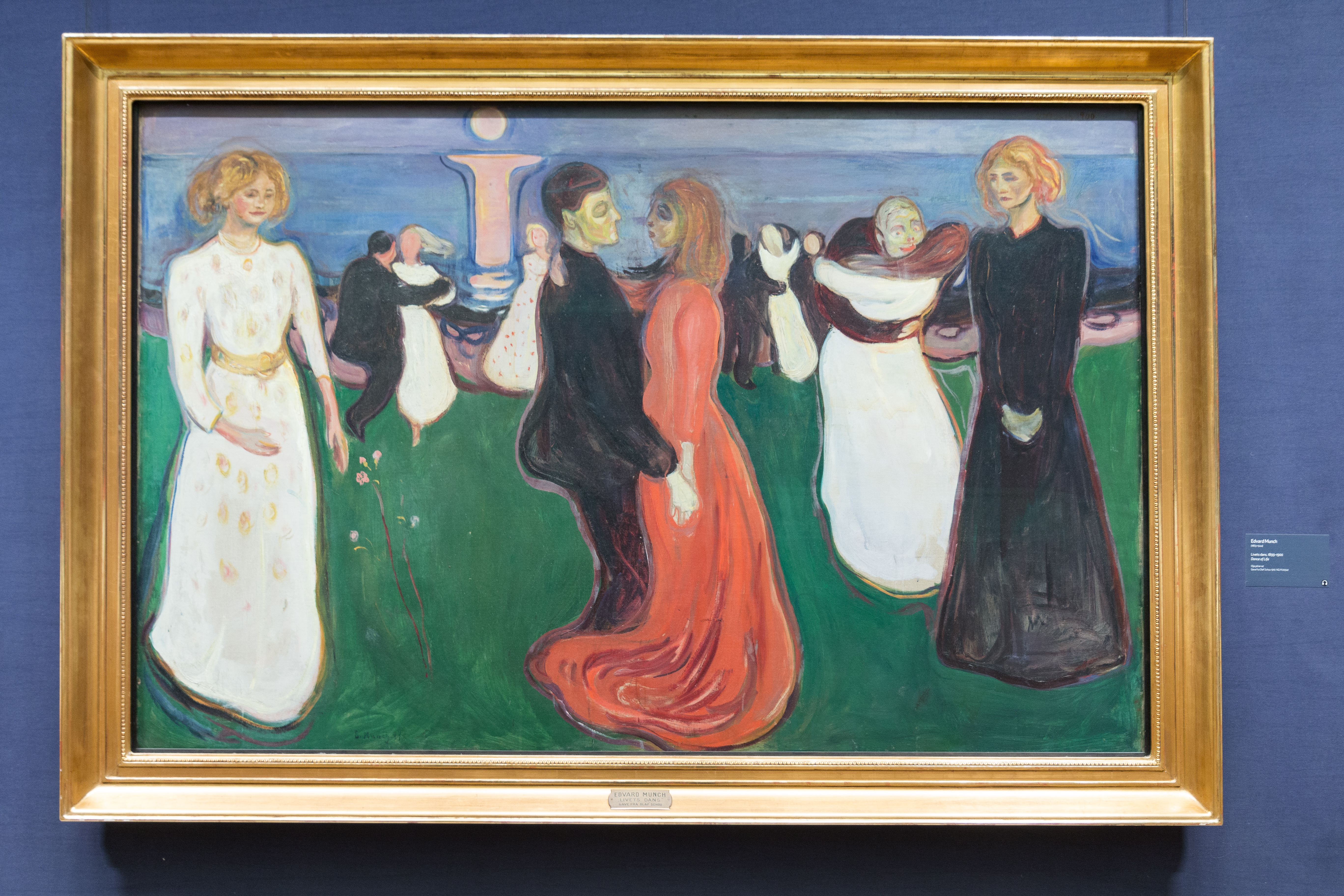
Der Tanz des Lebens in der Norwegischen Nationalgalerie